# José Antonio de Sangróniz y Castro
José Antonio de Sangróniz y Castro (Santiago de Xile, 13 de març de 1895 - Madrid, 13 de novembre de 1980) fou un ambaixador diplomàtic i historiador espanyol, marquès de Desio.

## Biografia
Va néixer a Xile però el seu pare era basc. De jovenet va tornar al País Basc, i el 1919 es va casar a Algorta. Durant la Segona República Espanyola va treballar a Santiago de Xile, Londres i Tànger. El 1926 fou secretari de la societat Unión Ibero-Americana, presidida per Jacobo Fitz-James Stuart y Falcó i un dels redactors de la Revista de las Españas amb Lorenzo Luzuriaga Medina.
En produir-se el cop d'estat del 18 de juliol de 1936 va donar suport als revoltats, enviant missatges a Francisco Franco i prestant-li el seu passaport diplomàtic quan va marxar de Canàries cap al Protectorat espanyol al Marroc en el Dragon Rapide. Alhora, fou un dels seus principals suports per tal que fos nomenat cap polític de l'exèrcit revoltat.
D'aquesta manera es va incorporar al gabinet diplomàtic, alhora que va participar en les intrigues que precediren al Decret d'Unificació (1937). Quan el 31 de gener de 1938 es va formar el primer govern franquista, Serrano Suñer el considerà excessivament anglòfil i fou designat ambaixador a Veneçuela. De 1944 a 1945 fou ambaixador franquista a França. Però el maig de 1945 canviaria de destí quan fou enviat com a ambaixador a Itàlia, càrrec que va mantenir fins a gener de 1956, on el rei Humbert II d'Itàlia li va concedir el títol de marquès de Desio, que el 1951 va obtenir permís d'exhibir a Espanya.
Fou elegit membre de la Reial Acadèmia de la Història el 31 de desembre de 1937, tot i que no en va prendre possessió fins al 8 de gener de 1950.

## Obres
- Las Islas Chafarinas (1924)
- La expansión cultural de España en el extranjero y principalmente en Hispano-América (1925)
- Marruecos.Sus condiciones físicas, sus habitantes y las instituciones indígenas (1926)
- Modalidades del islamismo marroquí (1950)
- Gala Placidia, primera Reina de España y Emperatriz de Occidente (1961)
- Los blasones municipales (1962)
- Familias Coloniales de Venezuela